# Antaramut
Antaramut là một đô thị thuộc tỉnh Lori, Armenia. Dân số ước tính năm 2011 là 299 người.